# Omega Draconis
Désignations
Omega Draconis (ω Dra), également connue comme 28 Draconis, est une étoile binaire de la constellation du Dragon. Le système se situe à une distance estimée à environ ∼ 76 a.l. (∼ 23,3 pc) sur la base de sa parallaxe.

## Propriétés
Omega Draconis est une binaire spectroscopique, ce qui signifie que les deux composantes stellaires sont trop proches pour être séparées visuellement mais que des décalages Doppler périodiques dans leurs spectres indiquent un mouvement orbital. La lumière des deux étoiles peut être détectée et il s'agit donc d'une binaire spectroscopique à raies doubles. La période orbitale du système est de 5,28 jours et son excentricité est de 0,00220, ce qui implique une orbite presque circulaire. L'étoile principale a une masse de 1,46 M☉ et est une étoile jaune-blanc de la séquence principale (type spectral FV). L'étoile secondaire a une masse de 1,18 M☉.

## Nom
Avec 27 Draconis, elle constitue les « griffes du loup » (en arabe الأظفار الذئب al-'aẓfār al-dhiʼb) au sein de l'astérisme arabe des Chamelles. Les deux étoiles ont été distinguées comme Adfar Aldib I (ω Draconis) et Adfar Aldib II (27 Draconis).
En chinois, 尚書 (Shàng Shū), signifiant secrétaire royal, désigne un astérisme constitué de Omega Draconis, 15 Draconis, 18 Draconis et 19 Draconis. Omega Draconis y est 尚書一  ( Shàng Shū yī), la « première étoile du Secrétaire royal ».